# Pétition antisémite
La pétition antisémite (en allemand Antisemitenpetition) est le nom donné à une pétition ayant circulé de 1880 à 1881, avant d'être adressée à Otto von Bismarck, chancelier impérial et ministre-président de Prusse. Initiée par le mouvement antisémite modéré Berliner Bewegung, cette pétition réclamait la restriction de l'égalité constitutionnelle des Juifs, reconnue en 1869 par la Fédération d'Allemagne du Nord et en 1871 par le Reich Allemand. 
Les principaux initiateurs en sont le professeur de physique et d'astronomie de Leipzig Karl Friedrich Zöllner (1834-1882), l'officier Max Liebermann von Sonnenberg (1848-1911), le professeur de lycée Bernhard Förster (1843-1889), son frère le journaliste Paul Förster (1844-1925) et le professeur de lycée Ernst Henrici (1854-1915). Parmi les premiers signataires, on trouve le célèbre prédicateur de cour de Berlin, Adolf Stoecker (1835-1909), l'éditeur de Chemnitz, Ernst Schmeitzner (1851-1895), ainsi que le compositeur et chef d'orchestre Hans von Bülow (1830–1894). .

## Les revendications
La pétition antisémite demande l'arrêt de l'émancipation constitutionnelle des Juifs, décidée en 1869 pour la Confédération de l'Allemagne du Nord et en 1871 pour le Reich allemand. Elle est justifiée par la prétendue exploitation économique et la soi-disant décomposition sociale et raciale du peuple allemand par les Juifs. Aussi, leur progression dans les positions sociales clés doit être bloquée. Il est demandé en particulier: 
1. Expulsion des Juifs de la fonction publique et de l'armée. Interdiction des professions juridiques aux Juifs (et plus spécifiquement exclusion de la magistrature).
2. Interdiction de l'emploi d'enseignants juifs dans les écoles primaires, et seulement avec une autorisation spéciale pour les écoles supérieures et les universités.
3. Reprise des statistiques officielles sur la population juive.
4. Restriction de l'immigration des Juifs d'Autriche-Hongrie et de Russie.

## Débats à la chambre des députés prussienne
À la demande du représentant du parti libéral de gauche, Albert Hänel, la pétition antisémite est débattue le 22 et le 24 novembre 1880 à la Chambre des députés prussienne
Contrairement à ce qui est attendu, le gouvernement ne condamne pas la pétition. Il explique seulement qu'il ne veut rien modifier à l'état actuel de la loi sur l'égalité des droits des différentes confessions religieuses du point de vue civique. De cette façon, il affirme désirer rester sur le terrain légal de la constitution prussienne et de la loi du royaume de 1869. Il évite ainsi une prise de position sur les pratiques antisémites de l'administration ainsi que sur l'agitation antisémite.
À part le parti libéral de gauche, aucun autre parti représenté à la chambre des députés ne condamne la campagne antisémite. La plupart défende le droit à l'émancipation des Juifs, mais accuse les Juifs d'être apparemment responsables de l'agitation antisémite. 
La majorité du Zentrum (parti catholique du centre) trouve même justifiée l'attaque de Stoecker contre les Juifs. Ludwig Windthorst, le chef du Zentrum, quant à lui, s'étend sur les conséquences désastreuses de l'antisémitisme politique pour la politique intérieure de l'Allemagne et pour la situation de la minorité catholique. Il ne peut évidemment parler "qu'en son nom propre", en désapprouvant le procédé contre les Juifs et en affirmant son désaccord contre le plébiscite. 
Le chef des conservateurs, Ernst von Heydebrand, parle avec des mots acerbes contre les juifs. Les conservateurs libres ne veulent pas prêter main-forte aux libéraux de gauche et les libéraux-nationaux restent sur leur réserve.
Seul Eugen Richter, alors chef du Parti progressiste allemand, s'oppose directement à Stoecker et lui reproche d'être co-initiateur de la pétition. En plus, il critique les socialistes qui sont obnubilés par la lutte contre les puissances financières et qui ne se soucient pas de la progression de la haine raciale. 

## Pétition et dépôt de la pétition
La collecte des signatures pour la pétition devrait avoir lieu, d'après la volonté de ses initiateurs, dans toute l'Allemagne et recevoir le caractère d'un plébiscite.
Entre août 1880 et avril 1881, les mouvements antisémites récoltent, d'après leur propre indication, sur l'ensemble du royaume, 267 000 signatures (il semble toutefois que leur nombre soit en réalité inférieur à 225 000). Les initiateurs de la pétition n'ont pas pu disposer de l'organisation de partis politiques et ne purent compter pour leur propagande que sur l'action d'agitateurs individuels. Ils ont cependant réussi, grâce à l'efficacité académique de quelques professeurs d'université comme Heinrich von Treitschke, à gagner à leur cause et à faire participer beaucoup d'étudiants au débat antisémite et à l'agitation en faveur de la pétition.  De même, le célèbre prédicateur de cour, Adolf Stoecker, s'est beaucoup engagé dans la campagne. Le livre de Wilhelm Marr "Der Sieg des Judenthums über das Germanenthum" ("La victoire de la judéité sur la germanité"), réédité douze fois en 1879, a aussi eu beaucoup d'influence et a servi de base à la Ligue antisémite. 
Dès octobre 1880, des comités se créent dans de nombreuses universités visant à la préparation de ce prétendu plébiscite. Au début de 1881, des Unions des étudiants allemands sont formées à Berlin, à Breslau (maintenant Wrocław en Pologne) et à Halle.
L'attitude peu claire du gouvernement et des partis profite aux initiateurs, de sorte qu'ils peuvent suggérer avec succès dans les régions rurales et conservatrices de la Prusse que le contenu de la pétition va dans le sens de la politique gouvernementale. Tandis que la diffusion de la pétition en Ostelbien (Mecklembourg et provinces prussiennes de Poméranie, Brandebourg, Silésie, et Prusse-Orientale) est encouragée par les notabilités conservatrices, le soutien et la résonance de la pétition restent relativement faibles en Allemagne du sud, du nord et de l'ouest. 
Résultats régionaux de la pétition:
- Silésie: 54 000 (dont 5 000 à Breslau)
- Brandebourg et Berlin: 38 000 (dont 15 000 à Berlin)
- Westphalie: 27 000
- Rhénanie: 20 000
- Wurtemberg, Bade et Hohenzollern: 7 000
- Bavière: 9 000

Ces nombres sont ceux présentés par les pétitionnaires eux-mêmes et doivent probablement être corrigés vers le bas. Les résultats concernant d'autres villes, d'autres états fédéraux et provinces prussiennes restent inconnus.
Aucune indication sûre ne peut être faite sur l'origine sociale des signataires. Il est seulement connu que 4 000 étudiants (soit 19 pour cent de la totalité des étudiants) ont signé la pétition. Stoecker l'a signée (bien qu'il l'ait nié lors du débat à la Chambre des députés prussienne), tandis que Treitschke ne l'a pas signée.

## Les suites de la pétition
En rapport avec l'agitation concernant la pétition antisémite, de violents débordements se produisent à Neustettin (maintenant Szczecinek en Pologne). Le 18 février 1881, peu de jours après les discours d'Ernst Henrici du 13 et du 14 février, la synagogue de la ville est entièrement détruite par un incendie criminel et des échauffourées se produisent contre les Juifs. En 1883, un procès est même engagé contre plusieurs Juifs de la ville, accusés d'avoir eux-mêmes mis le feu à leur propre synagogue.  
En 1880, contre la pétition, soixante-quinze représentants de la vie intellectuelle allemande publient, à l'initiative du maire de Berlin, Max von Forckenbeck, une "explication des notables". Les historiens Theodor Mommsen et Johann Gustav Droysen, le juriste Rudolf von Gneist, le médecin Rudolf Virchow et bien d'autres protestent contre ce qu'ils nomment la renaissance d'une vieille chimère.
Le 13 avril 1881 la pétition antisémite, avec les listes de signatures rassemblées dans 26 volumes, est déposée au bureau du chancelier du royaume. Bismarck qui avait utilisé occasionnellement le mouvement antisémite pour affaiblir les libéraux, n'en tiendra pas compte. Pour les antisémites, la pétition n'est cependant qu'un succès partiel. Ils ont réussi à attirer une large attention publique, mais n'ont réussi péniblement qu'à récolter environ un quart de million de signatures 
La Prusse a poursuivi une politique d'expulsion ponctuelle dans le sens de la pétition à partir de 1884: Dans les deux années qui suivirent, 10 000 Juifs sont expulsés ainsi que 25 000 polonais non-juifs. La base juridique de ces expulsions est la loi dite du "Droit du sang" (jus sanguinis) introduite en 1842 en Prusse. Les expulsés ne peuvent obtenir ni la nationalité prussienne ni la nationalité allemande, mais restent des étrangers sous un régime spécial.
Le relatif succès de la pétition encourage les initiateurs à créer un parti qui aura un certain succès électoral au début des années 1890. Les exigences contenues dans la pétition servent de noyau au programme du  parti en ce qui concerne la question juive.  

## Littérature
- (de) Cet article est partiellement ou en totalité issu de l’article de Wikipédia en allemand intitulé « Antisemitenpetition » (voir la liste des auteurs).

- (de):  Ernest Hamburger: Juden im öffentlichen Leben Deutschlands - Regierungsmitglieder, Beamte und Parlamentarier in der monarchischen Zeit 1848 - 1918, J.C.B.Mohr (Paul Siebeck), Tübingen 1968
- (de):  Kurt Wawrzinek: Die Entstehung der deutschen Antisemitenparteien (1873- 1890). Berlin 1927 (Source de base)
- (de):  Thomas Weidemann: Politischer Antisemitismus im deutschen Kaiserreich. Der Reichstagsabgeordnete Max Liebermann von Sonnenberg und der nordhessische Wahlkreis Fritzlar-Homberg-Ziegenhain. de: Hartwig Bambey (Hrsg.): Heimatvertriebene Nachbarn. Beiträge zur Geschichte der Juden im Kreis Ziegenhain Schwalmstadt 1993,  S. 113-184